# Apsines (filho de Onésimo)
Apsines foi um sofista romano do século IV, ativo durante o reinado do imperador Constantino (r. 306–337). Era filho de Onésimo e neto de Apsines. Talvez seja ele o indivíduo homônimo que Onésimo dedicou sua Arte forense (Τέχνη δικανική), bem como o "Apsines da Lacedemônia" que foi contemporâneo de Juliano da Capadócia em Atenas e cujos pupilos lutaram contra os de Juliano diante do procônsul.